# Ljapis Trubeckoj
Ljapis Trubeckoj (belorusko Ляпіс Трубяцкі, rusko Ляпис Трубецкой) je beloruska rock skupina, znana predvsem na območju Belorusije, Ukrajine in Rusije. V svojo glasbo poleg zahodnih vplivov (rock, metal, reggae, ska) vključujejo tudi beloruske folklorne motive, njihova vizualna podoba in videospoti pa so dostikrat opremljeni s sovjetsko totalitarno simboliko. Zaradi svojih izrazito disidentskih sporočil in kritičnosti do režima beloruskega diktatorja Aleksandra Lukašenka je bilo skupini prepovedano nastopati v Belorusiji, njen frontman Sergej Mihalok (belorusko: Сяргей Міхалок) pa je doma persona non-grata.
Leta 2014 je Mihalok oznanil konec delovanja skupine.

## Zgodovina

### Začetki
Skupina se je oblikovala v Minsku leta 1990, po razpadu Sovjetske Zveze. Do konca 90-ih let je v domači Belorusiji in ostalih rusko-govorečih državah dosegla precejšnjo popularnost.  
V svojih zgodnjih letih je bila skupina priljubljena predvsem zaradi svojih parodij na temo pop-kulture, s hiti kot so  "Au", "Ti kinula" ("Pustila si me"), "Zelenoglazoye taksi" ("Zelenooki taxi"), "V plat'ye belom" ("V Beli Obleki") and "Yabloni" ("Jablane").

### Drugi val popularnosti v 2000-ih
"Nekega dne sem z grozo spoznal, da je naša skupina pravzaprav postala enaka tistim, iz katerih smo se nekoč norčevali in iz njih delali parodije. Začeli smo se zlivati z vso to pop-zvezdniško množico, ampak jaz nisem en izmed njih in nikoli nisem hotel to postati." - je povedal Sergey Mikhalok, vodja in glavni pevec skupine. Priznava, da se članom skupine ni bilo lahko umakniti iz igre show-businessa in postati ponovno neodvisni.
"Sprva sem sproščal svoje notranje nezadovoljstvo zaradi prepada med avtentičnimi Lyapis Trubetskoy in njihovo novo zvezdniško javno podobo z močnim popivanjem in drugimi stvarmi, toda ko sem enkrat tehtal 110 kilogramov in občutil, da se moj um pripravlja na kolaps, sem pustil vse, shujšal za 25 kilogramov in začel igrati glasbo, ki mi je všeč."
Leta 2004 so Lyapis Trubetskoy posneli album Zoloty'ye yaytsy (“Zlata Jajca”). Album je pod močnim vplivom reggaeja in ska glasbe. "Ko smo delali na tem albumu, nismo dobro razumeli, kaj naj počnemo z našo novo neodvisnostjo. Rezultat je bil, da smo imeli nekaj refleksnih poskusov, ustvariti nove radijske hite," - pravi Mikhalok. "Cel album je bil preproduciran, mešali smo preveč stilov, glasbenih instrumentov in zvokov. Preveč smo se ukvarjali s formo, namesto z vsebino. Resnično smo potrebovali profesionalca, ki bi nam povedal, kaj je dobro in kaj je preveč.”
Kapital je drugi neodvisni album Lyapisov. Zaradi nezadovoljstva s prejšnjim albumom so zanj zavzeto iskali pravega zvočnega producenta. Najprej so želeli posneti album v Londonu, v domačem kraju legendarnih Britanskih ska-rockerjev Madness (ki so ena od Mikhalokovih priljubljenih skupin). Ko je bilo skoraj že vse pripravljeno, se je zgodil slučaj. Na koncertu v Kijevu, Ukrajina, so Lyapis Trubetskoy srečali slavnega ukrajinskega producenta Vitaliya Telezina. Ta je delal z Okean Elzy, Brat'ia Grim in drugimi znanimi ukrajinskimi in ruskimi zvezdniki. 
"Smo iz iste generacije, imamo podoben pogled na svet, radi imamo podobno glasbo. In to je bila glasba, ki smo jo hoteli posneti na našem novem albumu. Ne bi rad nikogar užalil, ampak za naš band je bil to prvi studijski producent, ki mu ni bilo treba razlagati, kaj je to "Kalifornijski val" ali kako Green Day in The Offspring pridejo do svojega zvoka," - pravi Mikhalok.
Kombinacija je delovala. S Kapitalom so Lyapis Trubetskoy dosegli nov val popularnosti, ki je še presegel tistega z začetka njihove kariere. Poleg tega so z novimi družbeno kritičnimi besedili in provokativnimi videospoti vzbudili pozornost beloruskega diktatorskega režima in si prislužili prepoved nastopanja v Belorusiji.  Sergey Mikhalok pravi: "Ko sem začel kariero, sem pisal pesmi, ki so spreminjale mene in svet okoli mene, kasneje pa sem začel pisati stvari, ki niso vplivale niti name, niti na okoliški svet. V najboljšem primeru so bile tiste pesmi primerne kot zvočna kulisa za kako poroko ali rojstni dan. In kar je najbolj grozno, je to, da sem bil včasih na to celo ponosen. Zdaj pa sem se vrnil do točke, iz katere se je vse začelo - mešanica zbadljivosti, provokativnosti in močnih akordov."
Videospoti so igrali pomembno vlogo v prezentaciji Kapitala. V spot za pesem Kapital so vključili animirane vložke Fidela Castra, Huga Chaveza, Kim Jong Una in Aleksandra Lukašenka, izdelek pa je postal prava internetna senzacija v vseh rusko-govorečih državah bivše SZ.  
Naslednji album - Manifest - so izdali že septembra 2008. Album so dali na razpolago za neposredni digitalni prenos iz interneta. Tako so postali Lyapis Trubetskoy prvi slavni post-sovjetski glasbeniki, ki so se odločili objaviti svoj izdelek brezplačno na svetovnem spletu. Z albumom sta nastala 2 videospota -  "Zhlob" in "Manifest".

## Nasprotovanje Lukašenkovemu režimu
Lyapis Trubetskoy, predvsem pa frontman Sergey Mikhalok, so med belorusko mladino eni najbolj prepoznavnih disidentov in upornikov proti diktatorskemu režimu Aleksandra Lukašenka. Mikhalok je v javnih intervjujih Lukašenka večkrat označil za "lopova in lažnivca", njegovo politiko rusifikacije pa kot "zločin nad beloruskim narodom in jezikom." Zaradi tovrstnih izjav je skupini od leta 2011 prepovedano nastopati v Belorusiji, Mikhalok pa je na črnem seznamu beloruske tajne policije. Cenzuri, ki jo nad njihovim delom izvajajo beloruske oblasti, se poskušajo Lyapis Trubetskoy izogniti s koncertiranjem v neposredni bližini Belorusije - z nastopi v Vilniusu (Litva), Rigi (Latvija), Kijevu (Ukrajina)...Vsi njihovi koncerti v bližini Belorusije so s strani beloruske mladine izredno dobro obiskani.

## Beloruski jezik v pesmih Lyapis Trubetskoy
Beloruščina, ki je pod diktaturo Aleksandra Lukašenka v Belorusiji povsem degradirana in v korist ruščine umaknjena iz vsega javnega življenja, postaja med mladimi Belorusi in nasprotniki diktature vse bolj pomembna kot izraz nasprotovanja režimu in njegovi politiki splošne rusifikacije. Tako so tudi Lyapis Trubetskoy, ki sicer svoje pesmi že od začetka kariere večinoma ustvarjajo v ruščini (njihov domači Minsk je večinoma rusko-govoreče mesto), v podporo beloruskemu gibanju leta 2013 posneli celoten album pesmi izključno v beloruščini, z naslovom Грай ! (Igraj !).

## Nagrade
Rock-Koronatsiya, Belorusija
- 1996: Best Lyrics, Best Album – Ranetoe Serdce (Broken Heart), Best Band
- 2003: Best Music Video - Yunost' (Youth)
- 2008: Best Song – Capital, Best Music Video – Capital
- 2009: Best Song - Zorachki, Best Album - Manifest, Best Band

Beloruska Hit-parada
- 1999: Best Video Montage – “Rozochka (Rose)”, Best Video Operator – “Yabloni (Apple Trees)”, Best Music Video – “Rozochka (Rose)”

Multimatograph, Rusija
- 2007: Best Music Video – “Capital”

MTV RMA, Belarus:
- 2007: Best Album – “Capital”

ViMus, Portugalska:
- 2007: Special Jury Prize – “Capital”
- 2008: Best Animation – “Ogon'ki (Lights)"

RAMP, Russia:
- 2007: Best Music Video – “Capital”

MTV Portugalska:
- 2008: Best International Video – “Capital”

Chartova Dyuzhina, Rusija:
- 2008: Best Music Video – “Capital”
- 2009: Best Music Video - “Ogon'ki (Lights)"

Stepnoy Volk, Rusija:
- 2008: Best Music Video – “Capital”
- 2009: Best Music Video – “Ogon'ki (Lights)”

ZD Awards, Rusija:
- 2009: Band of the Year, Rock Project of the Year

## Albumi
| Leto izdaje | Originalni naslov              | Naslov           | Založba        |
| ----------- | ------------------------------ | ---------------- | -------------- |
| 2014        | Матрёшка                       | Matrjoška        | Soyuz          |
| 2012        | Рабкор                         | Rabkor           | Soyuz          |
| 2011        | Весёлые картинки               | Smešne slikice   | Soyuz          |
| 2010        | Грай (сингл)                   | Igraj !          | Eastblok Music |
| 2010        | Agitpop                        | Agitpop          | Eastblok Music |
| 2009        | Культпросвет                   | Kultprosvet      | Deti Solntsa   |
| 2008        | Manifest                       | Manifesto        | Deti Solntsa   |
| 2007        | Капитал                        | Kapital          | Nikitin        |
| 2006        | Мужчины не плачут              | Moški ne jočejo  | Birds Fabric   |
| 2004        | Аргентина                      | Argentina        | Deti Solntsa   |
| 2004        | Золотые яйцы                   | Zlata Jajca      | Soyuz          |
| 2003        | Чырвоны кальсоны (макси-сингл) | Rdeče Hlače      | Birds Fabric   |
| 2001        | Ляписденс - 2                  | Lyapis-dance - 2 | Soyuz          |
| 2001        | Юность                         | Mladost          | GRAND          |
| 2000        | Тяжкий                         | Težki            | REAL           |
| 1999        | Красота                        | Lepota           | Soyuz          |

## Videospoti
- 2014 - Матрёшка (Matrjoška)
- 2013 - Танк  (Tank)
- 2013 — Танцуй (Pleši)
- 2013 — Lyapis Crew
- 2012 — Железный (Železni)
- 2012 — Броненосец  (Bronenosec)
- 2012 — Путинарода (Putinaroda)
- 2011 — Не быць скотам! (Ne bodi živina!)
- 2011 — Принцесса ( Princesa)
- 2011 — Космонавты (Kozmonavti)
- 2011 — Я верю (druga verzija) (Verjamem)
- 2011 — Я верю (Verjamem)
- 2010 — Африка (Afrika)
- 2010 — Болт (Bolt)
- 2010 — Купляй беларускае (Kupuj belorusko)
- 2010 — Пульс эпохи  (Znamenja časa)
- 2009 — Светлячки (Kresnice)
- 2009 — Буревестник (Burevestnik)
- 2009 — Belarus Freedom   (Beloruska Svoboda)
- 2009 — Огоньки (Luči)
- 2008 — Манифест (Manifesto)
- 2008 — Жлоб (Žlob)
- 2008 — Керчь-2 (Kerč-2)
- 2008 — Золотая Антилопа (Zlata Antilopa)
- 2007 — Капитал (animirana verzija) (Kapital)
- 2007 — Капитал (garažna verzija) (Kapital)
- 2006 — Олені (by TIK) (Jeleni)
- 2006 — Харе (To je vse)
- 2006 — Саяны (Sayani)
- 2006 — Андрюша (Andrjuša)
- 2004 — Почтальоны (Poštar)
- 2004 — Золотые яйцы (Zlata Jajca)
- 2003 — Раинька (Rain'ka)
- 2003 — Ласточки (Lastovice)
- 2002 — Гоп-хип-хоп (КДБ микс) (feat. SASHA i SIROZHA) (Gop-Hip-Hop)
- 2002 — Юность (Mladost)
- 2001 — Некрасавица (Nelepota)
- 2001 — Сочи (Soči)
- 2001 — Любовь повернулась ко мне задом (feat. KARAPUZIKEE) (Love turned its back on me)
- 2001 — Голуби (Golobi)
- 2000 — По аллеям (feat. MASKY-SHOW)(Po Alejah)
- 2000 — НЛО (UFO)
- 2000 — Спорт прошел
- 2000 — Дружбан (Version 2 - master)(Prijatelj)
- 2000 — Дружбан (Version 1 - backwards) (Prijatelj)
- 1999 — Яблони (Jablane)
- 1999 — Розочка (Vrtnica)
- 1999 — Кинула (feat. Diskoteka Avariya)
- 1998 — Кинула (Pustila Si Me)
- 1998 — В платье белом (V Beli Obleki)
- 1997 — Ау (Au)